# Dominic West
Dominic Gerard Francis Eagleton West (ur. 15 października 1969 w Sheffield) – angielski aktor teatralny, filmowy i telewizyjny.

## Życiorys

### Rodzina i edukacja
Urodził się w Sheffield, w hrabstwie South Yorkshire w rodzinie irlandzkiej katolickiej klasy średniej jako w jedno z siedmiorga dzieci Pauline Mary „Moyi” (z domu Cleary) West i Thomasa George’a Eagletona Westa, producenta roślin z tworzyw sztucznych. Ma pięć sióstr i jednego brata.
Uczęszczał do Eton College, w 1993 ukończył studia na wydziale literatury angielskiej Trinity College w Dublinie, a w 1995 otrzymał dyplom ukończenia Guildhall School of Music and Drama w Londynie. W 1996 jego rodzice rozwiedli się.

### Kariera
Zadebiutował na kinowym ekranie rolą Henryka, syna Richmonda w Ryszardzie III (Richard III, 1995) u boku Iana McKellena, Roberta Downeya Jr., Annette Bening, Kristin Scott Thomas i Maggie Smith. Niedługo później zagrał postać Paula Picassa w biograficznym melodramacie Picasso – twórca i niszczyciel (Surviving Picasso, 1996) z Anthony Hopkinsem, Nataschą McElhone i Julianne Moore. Za sceniczną kreację Konstantina Treplewa, syna Arkadiny w przedstawieniu Antoniego Czechowa Mewa (The Seagull, 1996) w The Old Vic w Londynie otrzymał nagrodę im. Iana Charlesona.
Wystąpił jako heavy metalowy gitarzysta Kirk Cuddy w komediodramacie muzycznym Gwiazda rocka (Rock Star, 2001) z Markiem Wahlbergem i Jennifer Aniston. Telewidzowie poznali go w roli oficera policji Jimmy’ego McNulty w serialu HBO Prawo ulicy (The Wire, 2002–2008).
W 2005 powrócił na scenę jako Orlando w komedii Williama Szekspira Jak wam się podoba w londyńskim Wyndhams’s Theatre, zagrał Edwarda w spektaklu Dziedzictwo Voysey (The Voysey Inheritance) w Royal National Theatre (2006), pojawił się w roli Jana w sztuce Toma Stopparda Rock ’n’ Roll w londyńskim West End (2006–2007).
Zagrał spartańskiego polityka Therona w filmie 300 (2006). W 2009 wziął udział w reklamie kawy Carte Noire. Od 9 listopada do 10 grudnia 2008 grał rolę Olivera Cromwella w serialu Channel 4 Nałożnica diabła (The Devil’s Whore). Jego kreacja seryjnego mordercy Freda Westa w miniserialu kryminalnym ITV U boku oskarżonego (Appropriate Adult, 2011) z Emily Watson przyniosła mu nagrodę Brytyjskiej Akademii Sztuk Filmowych i Telewizyjnych.
Za rolę Richarda Burtona w biograficznym telefilmie BBC Four Burton i Taylor (Burton and Taylor, 2013) z Heleną Bonham Carter zdobył nominację do Nagrody Telewizyjnej Akademii Brytyjskiej i Nagrody Satelity. W 2014 przyjął rolę Noaha Sollowaya w serialu The Affair, a od 2022 r. występuje w serialu The Crown w roli księcia Karola.

## Życie prywatne
Spotykał się z Polly Astor, z którą ma córkę Marthę (ur. 1999). 26 czerwca 2010 poślubił Catherine Fitzgerald, z którą ma trójkę dzieci: córkę Dorę (ur. 2006) oraz dwóch synów – Senana (ur. 2008) i Francisa (ur. 2009).

## Filmografia

### Filmy fabularne
| Rok  | Tytuł                                                                               | Rola                          | Reżyser           |
| ---- | ----------------------------------------------------------------------------------- | ----------------------------- | ----------------- |
| 1991 | 3 Joes (film krótkometrażowy)                                                       | Joe Smoker                    | Lenny Abrahamson  |
| 1995 | Ryszard III (Richard III)                                                           | Henryk, syn Richmonda         | Richard Loncraine |
| 1996 | Zbuntowana załoga (True Blue)                                                       | Donald Macdonald              | Ferdinand Fairfax |
| 1996 | Picasso – twórca i niszczyciel (Surviving Picasso)                                  | Pablo Picasso                 | James Ivory       |
| 1996 | E=mc2                                                                               | Spike                         | Benjamin Fry      |
| 1997 | Gracz (The Gambler)                                                                 | Alexei                        | Károly Makk       |
| 1997 | Diana i ja (Diana & Me)                                                             | Rob Naylor                    | David Parker      |
| 1997 | Spice World                                                                         | fotograf                      | Bob Spiers        |
| 1999 | Sen nocy letniej (A Midsummer Night’s Dream)                                        | Lizander                      | Michael Hoffman   |
| 1999 | Opowieść wigilijna (A Christmas Carol, TV)                                          | Fred                          | David Jones       |
| 1999 | Gwiezdne wojny: część I – Mroczne widmo (Star Wars – Episode 1: The Phantom Menace) | strażnik w pałacu             | George Lucas      |
| 2000 | 28 dni (28 days)                                                                    | Jasper                        | Betty Thomas      |
| 2001 | Gwiazda rocka (Rock Star)                                                           | Kirk Cuddy                    | Stephen Herek     |
| 2002 | Dziesięć minut później – Wiolonczela (Ten Minutes Older: The Cello)                 | młody mężczyzna               | Mike Figgis       |
| 2002 | Chicago                                                                             | Fred Casely                   | Rob Marshall      |
| 2003 | Uśmiech Mony Lizy (Mona Lisa Smile)                                                 | Bill Dunbar                   | Mike Newell       |
| 2004 | Życie, którego nie było (The Forgotten)                                             | Ash Correll                   | Joseph Ruben      |
| 2006 | Stingray (film krótkometrażowy)                                                     | Luther                        | Neil Chordia      |
| 2007 | Hannibal. Po drugiej stronie maski (Hannibal Rising)                                | inspektor Popil               | Peter Webber      |
| 2007 | 300 (300)                                                                           | Theron                        | Zack Snyder       |
| 2008 | Hold On (film krótkometrażowy)                                                      | roznosiciel                   | Shrenik Jain      |
| 2008 | Punisher: Strefa wojny (Punisher: War Zone)                                         | Billy Russotti/Jigsaw         | Lexi Alexander    |
| 2010 | Centurion                                                                           | generał Titus Flavius Virilus | Neil Marshall     |
| 2010 | Jackboots on Whitehall                                                              | Fiske (głos)                  | Bracia McHenry    |
| 2010 | Words of the Blitz                                                                  | sir John Colville             | Paul Copeland     |
| 2010 | Od czasu do czasu (From Time to Time)                                               | Caxton                        | Julian Fellowes   |
| 2011 | Johnny English Reaktywacja (Johnny English Reborn)                                  | Simon Ambrose                 | Oliver Parker     |
| 2011 | Artur ratuje gwiazdkę (Arthur Christmas)                                            | Lider Elf (głos)              | Barry Cook        |
| 2011 | Szepty (The Awakening)                                                              | Robert Mallory                | Nick Murphy       |
| 2012 | John Carter                                                                         | Sab Than                      | Andrew Stanton    |
| 2013 | Burton i Taylor (Burton and Taylor, TV)                                             | Richard Burton                | Richard Laxton    |
| 2013 | Boy Cried Wolf (film krótkometrażowy)                                               | Hughie                        | Martin Stirling   |
| 2014 | Dumni i wściekli (Pride)                                                            | Jonathan Blake                | Matthew Warchus   |
| 2014 | Testament młodości (Testament of Youth)                                             | Pan Brittain                  | James Kent        |
| 2016 | Geniusz (Genius)                                                                    | Ernest Hemingway              | Michael Grandage  |
| 2016 | Money Monster                                                                       | Walt Camby                    | Jodie Foster      |
| 2016 | Gdzie jest Dory? (Finding Dory)                                                     | Rudder (głos)                 | Andrew Stanton    |
| 2017 | The Square                                                                          | Julian                        | Ruben Östlund     |
| 2018 | Tomb Raider                                                                         | Lord Croft                    | Roar Uthaug       |

### Seriale TV
- 1998: Out of Hours jako dr Paul Featherstone
- 2002–2008: Prawo ulicy (The Wire) jako detektyw Jimmy McNulty
- 2011–2012: Czas prawdy (The Hour) jako Hector Madden
- od 2014: The Affair jako Noah Solloway
- od 2022: The Crown jako Książę Karol